# Ocotea lancilimba
Ocotea lancilimba är en lagerväxtart som beskrevs av André Joseph Guillaume Henri Kostermans. Ocotea lancilimba ingår i släktet Ocotea och familjen lagerväxter. Inga underarter finns listade i Catalogue of Life.